# Pheidochloa vulpioides
Pheidochloa vulpioides là một loài thực vật có hoa trong họ Hòa thảo. Loài này được Veldkamp miêu tả khoa học đầu tiên năm 1971.